# أزاد ويس السفلي (كراني)
أزاد ویس السفلی (بالفارسية: آزاد ویس سفلی) هي قرية تقع في إيران في قسم کراني الريفي. يقدر عدد سكانها بـ 31 نسمة بحسب إحصاء 2016.